# Сенаторы XI созыва Сената Республики Польша
Сенаторы XI созыва были избраны 15 октября 2023 года в результате выборов. Первое заседание нового созыва Сената прошло 13 ноября 2023 года. В состав сенаторов избрано 19 женщин и 81 мужчина.

## Клубы и фракции на первой сессии Сената
| Фракции | Фракции                | XI 2023 | XI 2023 | +/- |
| ------- | ---------------------- | ------- | ------- | --- |
|         | Гражданская коалиция   | 41      | 41      | →   |
|         | Право и справедливость | 33      | 33      | →   |
|         | Третий путь            | 12      | 12      | →   |
|         | Левые                  | 9       | 9       | →   |
|         | Внефракционные         | 4       | 4       | →   |
| Всего   | Всего                  | 100     | 100     | 100 |

## Президиум Сената XI созыва
| Сенатор                                                                     | Сенатор                    | Должность     | Фракция                | Время в должности | Время в должности | Время в должности |
| Сенатор                                                                     | Сенатор                    | Должность     | Фракция                | С                 | До                | До                |
| --------------------------------------------------------------------------- | -------------------------- | ------------- | ---------------------- | ----------------- | ----------------- | ----------------- |
|                                                                             | Михал Севериньский         | Маршал-сеньор | Право и справедливость | 13 ноября 2023    | 13 ноября 2023    |                   |
| Маршал-сеньор председательствует на заседании Сената до избрания Президиума |                            |               |                        |                   |                   |                   |
|                                                                             | Малгожата Кидава-Блоньская | Маршал Сената | Гражданская коалиция   | 13 ноября 2023    |                   |                   |
|                                                                             | Магдалена Беят             | Вице-маршал   | Левые                  | 13 ноября 2023    |                   |                   |
|                                                                             | Рафал Групиньский          | Вице-маршал   | Гражданская коалиция   | 13 ноября 2023    |                   |                   |
|                                                                             | Михал Каминьский           | Вице-маршал   | Третий путь            | 13 ноября 2023    |                   |                   |
|                                                                             | Мацей Живно                | Вице-маршал   | Третий путь            | 13 ноября 2023    |                   |                   |

## Фракции (Текущее положение)
| Гражданская коалиция | Гражданская коалиция | Гражданская коалиция | Гражданская коалиция |
| --- | -------------------- | -------------------- | -------------------- |
| |                      |                      |                      |
| - Халина Беда - Адам Боднар - Марек Боровский - Богдан Борусевич - Рышард Брейза - Лешек Чарнобай - Артур Дунин - Вальды Дзиковский - Ежи Федорович - Станислав Гавловский - Беньямин Годыла - Агнешка Горгонь-Комор - Томаш Гродзкий - Януш Громек - Рафал Групиньский - Йоланта Хибнер - Тадеуш Ярмузевич - Ева Каличук - Малгожата Кидава-Блоньская - Казимеж Клейна - Богдан Клих - Анджей Кобяк - Магдалена Кохан - Агнешка Колач-Лещиньская - Владислав Комарницкий - Томаш Ленц - Беата Малецкая-Либера - Ева Матецкая - Габриэла Моравская-Станецкая - Януш Пенцеж - Йоланта Пионтровская - Славомир Рыбицкий - Гжегож Схетына - Иоанна Секула - Хенрик Седлачек - Адам Шейнфельд - Рышард Сьвильский - Ежи Вцисла - Марцин Завила - Барбара Здроевская - Войцех Земняк |                      |                      |                      |
| Право и справедливость |                      |                      |                      |
| |                      |                      |                      |
| - Рафал Амброзик - Влодзимеж Бернацкий - Кжиштоф Беньковский - Гжегож Берецкий - Пшемыслав Блащик - Анна Богуцкая - Ежи Хрусьциковский - Гжегож Челей - Веслав Добковский - Виктор Дурлак - Лешек Галемба - Станислав Гогач - Мечислав Гольба - Мацей Гурский - Ян Хамерский - Юзеф Йодловский - Анджей Калята - Станислав Карчевский - Марек Коморовский - Вальдемар Краска - Рышард Маер - Роберт Мамонтов - Анджей Паёнк - Марек Пенк - Здзислав Пупа - Ярослав Русецкий - Янина Сагатовская - Михал Севериньский - Войцех Скуркевич - Кжиштоф Слонь - Александр Швед - Казимеж Вятр - Яцек Влосович - Алисья Заёнц |                      |                      |                      |
| Третий путь |                      |                      |                      |
| |                      |                      |                      |
| - Рышард Бобер - Густав Бжезин - Гжегош Федорович - Михал Каминьский - Ян Либицкий - Пётр Масловский - Вальдемар Павляк - Мирослав Ружаньский - Яцек Трела - Казимеж Уяздовский - Юзеф Заяц - Мацей Живно |                      |                      |                      |
| Левые |                      |                      |                      |
| |                      |                      |                      |
| - Магдалена Беят - Анна Гурская - Мацей Копец - Марцин Карпиньский - Войцех Конечны - Кжиштоф Кукуцкий - Малгожата Секула-Шмайдзиньская - Вальдемар Витковский - Пётр Вожняк |                      |                      |                      |
| Внефракционные |                      |                      |                      |
| |                      |                      |                      |
| - Анджей Дзюба - Зыгмунт Франкевич - Кжиштоф Квятковский - Вадим Тышкевич |                      |                      |                      |

## Комментарии
1. ↑  Сенаторы были избраны кандидатами от Польской избирательной коалиции, движения Польша 2050 Шимона Головни и Польской крестьянской партии, один сенатор был избран от своего собственного избирательного комитета.
2. ↑  Сенаторы, которые не вступили ни в одну из фракций.
3. 1 2 3 4 5  Избран по списку собственного избирательного комитета.